# Dialeurolonga kumargiriensis
Dialeurolonga kumargiriensis là một loài côn trùng cánh nửa trong họ Aleyrodidae, phân họ Aleyrodinae.
Dialeurolonga kumargiriensis được Dubey & Sundararaj miêu tả khoa học đầu tiên năm 2006.